# Chandrayah Veeranah
Chandrayah Veeranah (ur. 23 marca 1985 w Moce) – maurytyjski piłkarz grający na pozycji obrońcy. W swojej karierze rozegrał 23 mecze w reprezentacji Mauritiusa.

## Kariera klubowa
W swojej karierze piłkarskiej Veeranah grał w klubach Olympique de Moka i Curepipe Starlight SC. Z tym drugim w sezonie 2012/2013 wywalczył dublet - mistrzostwo i Puchar Mauritiusa.

## Kariera reprezentacyjna
W reprezentacji Mauritiusa Veeranah zadebiutował 27 marca 2011 roku w przegranym 0:3 meczu kwalifikacji do Pucharu Narodów Afryki 2012 z Demokratyczną Repbliką Konga. Od 2011 do 2015 wystąpił w kadrze narodowej 23 razy.